# Serruria adscendens
Serruria adscendens är en tvåhjärtbladig växtart som först beskrevs av Jean-Baptiste de Lamarck, och fick sitt nu gällande namn av Robert Brown. Serruria adscendens ingår i släktet Serruria och familjen Proteaceae. Inga underarter finns listade i Catalogue of Life.